# 덴노다이역
덴노다이역(일본어: 天王台駅, てんのうだいえき)은 일본 지바현 아비코시에 있는 동일본 여객철도의 철도역이다.

이 역에서 북쪽으로 가면 이바라키현이다.

## 역 구조
섬식 승강장 2면 4선 형태의 지상역이다. 완행선과 쾌속선이 1면씩 나누어 쓰고 있다. 완행선은 아침 및 저녁 시간대에만 운행하기 때문에 나머지 시간대에는 승강장이 폐쇄된다. 교상역사를 가지고 있다.

### 승강장
| 1 | ■ 조반 쾌속선 | 도리데 · 쓰치우라 · 미토 · 가쓰타 · 다카하기 방면                                             |
| 2 | ■ 조반 쾌속선 | 가시와 · 마쓰도 · 기타센주 · 우에노 · 도쿄 · 시나가와 방면 (우에노도쿄라인)                   |
| 3 | ■ 조반 완행선 | 도리데 방면                                                                                   |
| 4 | ■ 조반 완행선 | 아비코 · 신마쓰도 · 기타센주 · 요요기우에하라 · 혼아쓰기 방면 (도쿄 메트로 지요다선·오다큐선) |

## 역세권 정보
- 나리타선 히가시아비코역 - 1km 거리

## 역사
- 1971년 4월 20일 - 일본국유철도 조반 쾌속선 아비코 ~ 도리데 사이에 개업하였다.
- 1987년 4월 1일 - 민영화에 따라 동일본 여객철도의 소속이 되었다.
- 2001년 11월 18일 - 스이카의 사용이 개시되었다.

## 인접역
| 동일본 여객철도 조반선                    | 동일본 여객철도 조반선 | 동일본 여객철도 조반선                  |
| ----------------------------------------- | ---------------------- | --------------------------------------- |
| JJ 08 JL 30 아비코 시나가와 · 아야세 방면 | 조반선                 | JJ 10 JL 32 도리데 이와키 · 도리데 방면 |